# Кутейщикова, Вера Николаевна
Ве́ра Никола́евна Куте́йщикова (29 декабря 1919, Тула, РСФСР — 4 апреля 2012, Москва, Россия) — советский и российский литературовед-латиноамериканист, доктор филологических наук, член Союза писателей СССР.

## Биография
Училась в Московском институте философии, литературы и истории, в 1941 году окончила исторический факультет МГУ. Работала в Обществе культурных связей с зарубежными странами (ВОКС, 1943—1956), в Институте мировой литературы им. Горького. В 1949 году вступила в КПСС. В 1972 году получила научную степень доктора филологических наук. Была членом редколлегии «Краткой литературной энциклопедии».
Похоронена в Москве на Ваганьковском кладбище.
Муж — испанист и латиноамериканист Лев Осповат. Сын — филолог-русист Александр Осповат. С 1967 по 1989 год они  жили в ЖСК «Советский писатель»: Красноармейская улица, д. 21 (до 1969: 1-я Аэропортовская ул., д. 20).

## Научная деятельность
В многочисленных работах, ставших классическими (в их числе фундаментальные монографии «Роман Латинской Америки в XX веке», «Мексиканский роман», «Новый латиноамериканский роман», «Концепции историко-культурной самобытности Латинской Америки»), В. Н. Кутейщикова исследует национальное своеобразие литератур Латинской Америки, пристальное внимание уделяя особенностям культурно-исторического процесса современных латиноамериканских стран. Рассматривая формы воплощения национального самосознания в ходе истории, сложные процессы становления латиноамериканских литератур, она ставит вопросы о создании собственной традиции и о модификации жанра романа. Более всего исследовательницу интересует художественно-идеологическое сознание, которое к середине XX в. складывается в каждой стране Латинской Америки по-своему и наиболее полно выражается в романе, причём национальное начинает носить общеконтинентальный характер и является звеном в общем процессе развития современного латиноамериканского романа. Отличительной чертой исследований В. Н. Кутейщиковой можно назвать характеристику романа не как застывшего явления, а в динамике развития, роман «как бы рождается у нас на глазах».
Особое внимание в исследованиях В. Н. Кутейщиковой уделено мексиканской литературе и культуре.
Читала лекции в вузах Мексики.
Почётный доктор Национального автономного университета Мексики (1985).

## Сочинения

### Книги
- Пабло Неруда (1952, в соавторстве с А. Штейном)
- Жоржи Амаду (1954)
- Роман Латинской Америки в XX в. (1964)
- Мексиканский роман (1971)
- Новый латиноамериканский роман (1976, в соавторстве с Л. Осповатом)
- Москва — Мехико — Москва. Дорога длиною в жизнь (2000)[6]

### Статьи
- Творчество Л. Н. Толстого и общественно-литературная жизнь Латинской Америки конца XIX — начала XX в.// Из истории литературных связей XIX в. — М., 1962.
- Художественная концепция действительности Латинской Америки во «Всеобщей песне» П. Неруды// Поэзия социализма. — М., 1969.
- Неруда и Пушкин // Литературное обозрение. — 1974. — № 7.

### Главы в коллективных монографиях
- Концепции историко-культурной самобытности Латинской Америки. — М., 1978.
- История литератур Латинской Америки, конец XIX — начало XX в. (1880—1910-е гг.) / Ю. Н. Гирин, А. Д. Дридзо, В. Б. Земсков, В. Н. Кутейщикова и др.; Отв. ред. В. Б. Земсков; ИМЛИ РАН. — М.: Наследие, 1994.

## Награды
- Орден Ацтекского орла (Мексика), 1985[7].